# Siêu lợi nhuận
Siêu lợi nhuận hay còn được gọi là lợi nhuận siêu ngạch hay là giá trị thặng dư siêu ngạch chính là phần giá trị thặng dư (lợi nhuận) thu được trong một chu trình sản xuất do áp dụng công nghệ kỹ thuật mới vào sản xuất làm cho giá trị cá biệt của hàng hóa thấp hơn giá trị thị trường của nó.
Đây cũng chính là lợi nhuận đặc biệt vượt quá lợi nhuận bình quân mà chủ xí nghiệp thu được trong một thời gian nhất định trong quá trình cạnh tranh do sử dụng những thiết bị, kĩ thuật và công nghệ tiến bộ, đầu tư vào các ngành sản xuất mới. Khi các chủ xí nghiệp khác cạnh tranh và nắm được kĩ thuật mới thì lợi nhuận đặc biệt trên không còn nữa và lúc đó sẽ hình thành tỉ suất lợi nhuận bình quân.

## Các yếu tố tạo nên siêu lợi nhuận

### Về chi phí
Để được gọi là siêu lợi nhuận thì yếu tố đầu tiên là chi phí bỏ ra thấp nhưng doanh thu thu được rất lớn. Các nhà đầu tư, sản xuất (nhà tư bản) chỉ phải bỏ ra chi phí ít hơn các nhà tư bản khác nhưng vẫn bán được giá như các nhà tư bản khác, từ đó sẽ thu được giá trị thặng dư (lợi nhuận) cao hơn.
Tuy vậy, lợi nhuận siêu ngạch không phải diễn ra mãi mãi, khi số đông các nhà tư bản đều đổi mới kỹ thuật và công nghệ một cách phổ biến thì giá trị thặng dư siêu ngạch hay siêu lợi nhuận sẽ không còn nữa.
Trong một xí nghiệp hay cơ sở sản xuất thì giá trị siêu ngạch là một hiện tượng mang tính tạm thời, nhưng trong phạm vi xã hội thì nó lại thường xuyên tồn tại. Nó chính là động lực mạnh mẽ nhất để thúc đẩy các nhà tư bản đổi mới công nghệ thường xuyên nhằm tăng năng suất lao động cá biệt, đánh bại đối thủ trong cạnh tranh.
Karl Marx gọi giá trị thặng dư siêu ngạch là hình thức biến tướng của giá trị thặng dư tương đối.

### Yếu tố khoa học công nghệ
Để có lợi nhuận siêu ngạch trong sản xuất, một yếu tố quan trọng hàng đầu đó chính là khoa học công nghệ mà theo kinh tế học chính trị thì nó chính là máy móc. Máy móc tuy không trực tiếp tạo ra giá trị thặng dư nhưng nó góp phần làm tăng giá trị lao động.
Trong học thuyết giá trị thặng dư, Karl Mark khẳng định lao động sản xuất hàng hoá có tính chất hai mặt. Chính tính hai mặt của lao động sản xuất hàng hoá đã tạo ra giá trị sử dụng và giá trị hàng hóa. Trong đó: Lao động cụ thể tạo ra giá trị sử dụng của hàng hoá; Lao động trừu tượng tạo ra giá trị hàng hóa.
Do đó, quá trình sản xuất hàng hoá cũng sẽ bao gồm hai mặt là quá trình lao động và quá trình tạo ra, làm tăng giá trị. Với tư cách là yếu tố của quá trình lao động, máy móc gia nhập toàn bộ vào quá trình sản xuất, còn với tư cách là một yếu tố hình thành giá trị thì máy móc chỉ gia nhập từng phần giá trị vào sản phẩm.
Quá trình lao động dù là giản đơn hay phức tạp cũng là sự kết hợp của người lao động với tư liệu sản xuất. Sử dụng máy móc càng hiện đại thì sức sản xuất ngày càng được nâng lên, càng tạo ra nhiều của cải vật chất để đáp ứng nhu cầu của xã hội.
Nhưng khi nghiên cứu quá trình tạo ra và làm tăng giá trị hàng hoá thì máy móc tham gia vào đây không còn được xét là nhân tố vật thể nữa mà chỉ được coi là những lượng lao động đã vật hoá nhất định, giá trị của chúng được chuyển dần hoặc chuyển ngay vào trong một chu kỳ sản xuất sản phẩm. Dù máy móc có hiện đại đến đâu đi chăng nữa thì cũng không thể tự chuyển giá trị của mình vào sản phẩm.
Một cái máy không dùng vào quá trình sản xuất là một cái máy vô ích, ngoài ra nó còn bị hư hỏng dần bởi sức mạnh huỷ hoại của tự nhiên. Chính lao động sống, lao động của con người đã "cải tử hoàn sinh", đã làm cho máy móc sống lại, chuyển giá trị của chúng sang sản phẩm mới.
Nhưng một tư liệu sản xuất không bao giờ chuyển vào sản phẩm mới một giá trị lớn hơn phần mà nó đã hao mòn đi trong quá trình sản xuất. Tức là, tư liệu sản xuất nói chung và máy móc nói riêng chỉ tạo điều kiện cho việc làm tăng giá trị của hàng hoá chứ bản thân không trực tiếp tham gia vào quá trình làm tăng giá trị.
Khi đi sâu vào nghiên cứu các phương pháp sản xuất giá trị thặng dư thì ta thấy rằng những doanh nghiệp sử dụng máy móc thiết bị hiện đại thì sẽ thu được giá trị thặng dư siêu ngạch, từ đó sẽ có lợi nhuận siêu ngạch hay siêu lợi nhuận.
Khi sử dụng máy móc hiện đại sẽ làm tăng khả năng sản xuất của lao động. Trong một đơn vị thời gian sẽ tạo ra được nhiều hàng hoá hơn, với chất lượng tốt hơn, khi bán hàng hoá trên thị trường (có thể bán với giá thấp hơn so với giá cả thị trường) nhưng vẫn thu được lợi nhuận rất cao. Sở dĩ như vậy là do khi năng suất lao động tăng lên thì hao phí lao động để sản xuất ra một hàng hoá giảm xuống dẫn đến lượng giá trị của một đơn vị hàng hoá giảm xuống.
Chính vì thế Karl Mark cho rằng: xã hội sẽ không thể tiến bộ nếu không luôn luôn cách mạng hoá công cụ sản xuất.

### Các yếu tố khác
Bên cạnh yếu tố máy móc và lao động (là các yếu tố được xem xét trong quá trình sản xuất) thì các yếu tố khác cũng đóng vai trò quan trọng trong việc tạo ra siêu lợi nhuận, đó là yếu tố liên quan đến cung, cầu trên thị trường. Nếu như nhu cầu của một mặt hàng đó tăng lên so với cung của hàng hóa đó thì giá cả của mặt hàng đó sẽ tăng lên. Nếu giá cả tăng mạnh có thể tạo ra siêu lợi nhuận. Người ta cũng có thể tích trữ hàng hóa để tạo ra tình trạng khan hiếm hàng hóa trên thị trường khiến cầu cao hơn cung do đó giá tăng, sau đó họ bán hàng hóa ra thị trường với giá cao để thu về siêu lợi nhuận. Hiện tượng này được gọi là đầu cơ.
Ngoài hiện tượng đầu cơ, siêu lợi nhuận cũng được hình thành từ việc trốn thuế, tránh thuế, chuyển thuế. Giá cả hàng hóa trên thị trường, bên cạnh các yếu tố chính chi phối như giá trị lao động, giá trị sử dụng, quy luật cung cầu thì một yếu tố khác cũng góp phần quan trọng là thuế hay chính sách thuế. Yếu tố này là công cụ của một chính phủ để quản lý ở tầm vĩ mô nền kinh tế của quốc gia. Nếu một hàng hóa bị đánh thuế nặng thì giá cả nó trên thị trường sẽ cao hơn rất nhiều so với giá cả nguyên gốc của nó. Ví dụ một chiếc xe hơi được sản xuất tại nước ngoài chỉ có giá 10.000 USD, nhưng khi nhập vào một nước khác sẽ bị đánh thuế lên đến 100% thì giá bán của nó tại thị trường đó ít nhất là 20.000 USD. Vì vậy nếu một người kinh doanh sử dụng các biện pháp để trốn thuế mà vẫn bán với giá hiện hành trên thị trường thì họ đã đạt được siêu lợi nhuận.
Yếu tố độc quyền kinh tế cũng góp phần tạo nên lợi nhuận siêu ngạch
Ngoài ra, chính các mặt hàng với các tính chất rủi ro cao cũng có thể tạo ra siêu lợi nhuận. Trường hợp này điển hình là ma túy. Việc kinh doanh ma túy và các sản phẩm của nó đã tạo nên một siêu lợi nhuận cho người kinh doanh vì hầu hết các quốc gia trên thế giới đều nghiêm cấm việc buôn bán ma túy và trừng phạt những người buôn ma túy.